# Parc culturel de Baekje
Le parc culturel de Baekje (백제문화단지, Baekje Cultural Land) est un parc à thème historique qui présente la civilisation du royaume de Baekje (-18 à +660). Il est situé dans la commune de Gyuam, district de Buyeo, dans l'ouest de la Corée du Sud.
Le parc présente des reconstitutions des anciens bâtiments et de la vie quotidienne de Baekje, en particulier du palais royal de Sabi (Sabi est l'ancien nom de Buyeo, capitale de 538 à 660), du temple Neungsa, de la forteresse de Wirye (Wiryeseong (en), la première capitale du royaume près de Séoul entre -18 et 475) ainsi qu'un village culturel et des tombes en forme de tumulus. Il est complété depuis 2006 par un musée historique.
Une partie du site est occupée par l'université nationale d'héritage culturel de Corée et le parc participe à l'organisation du festival culturel de Baekje qui se tient chaque automne à Gongju et à Buyeo.

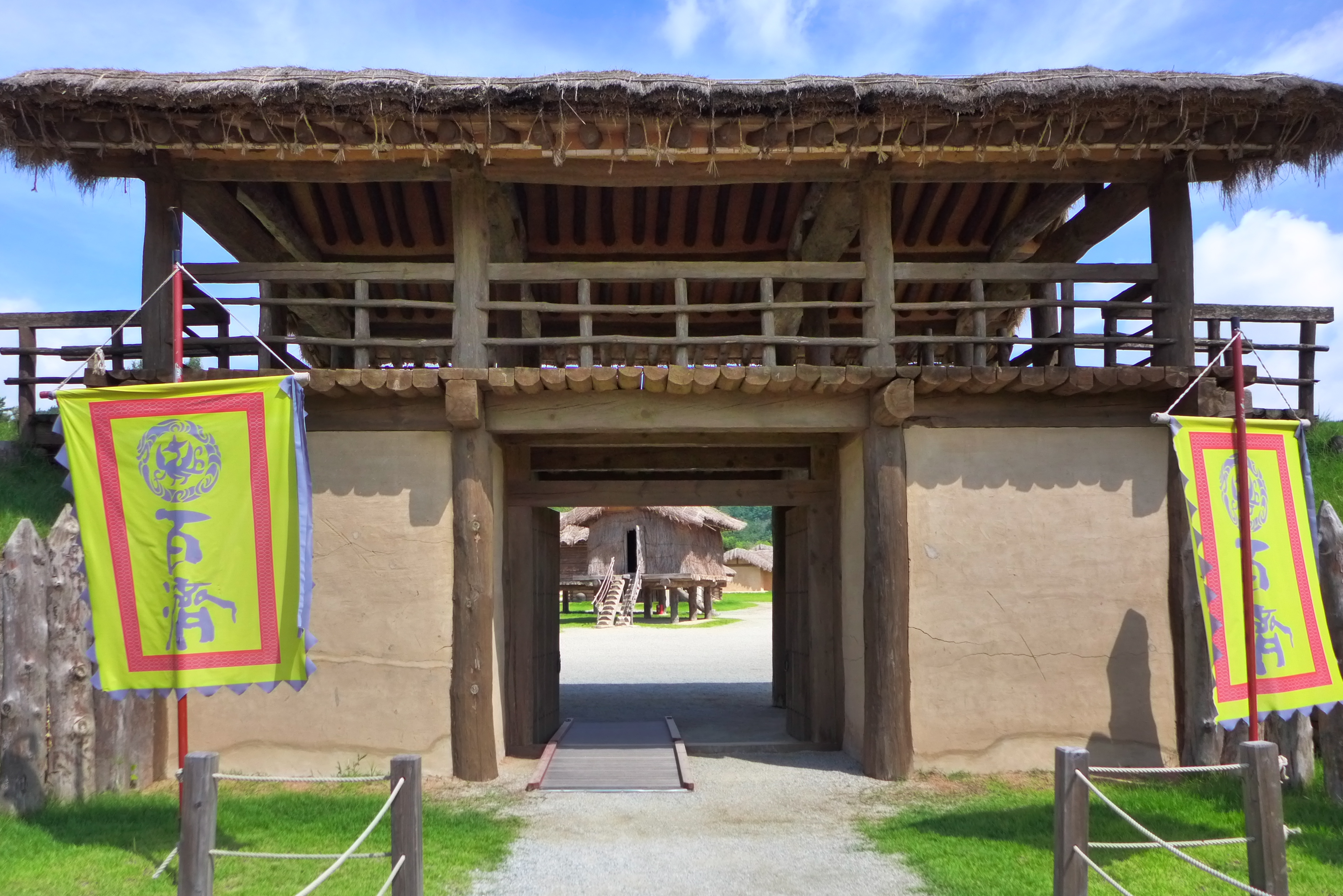
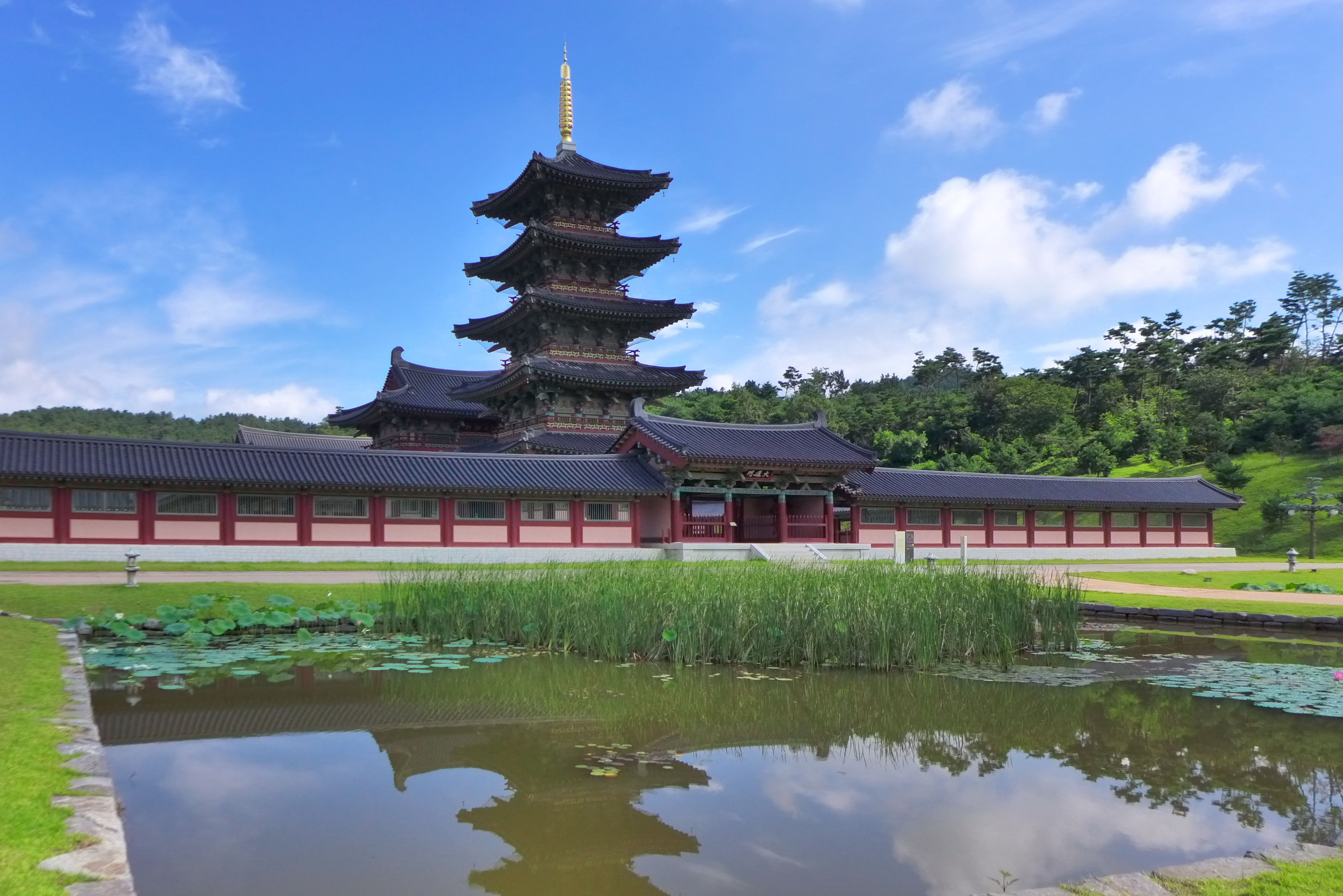
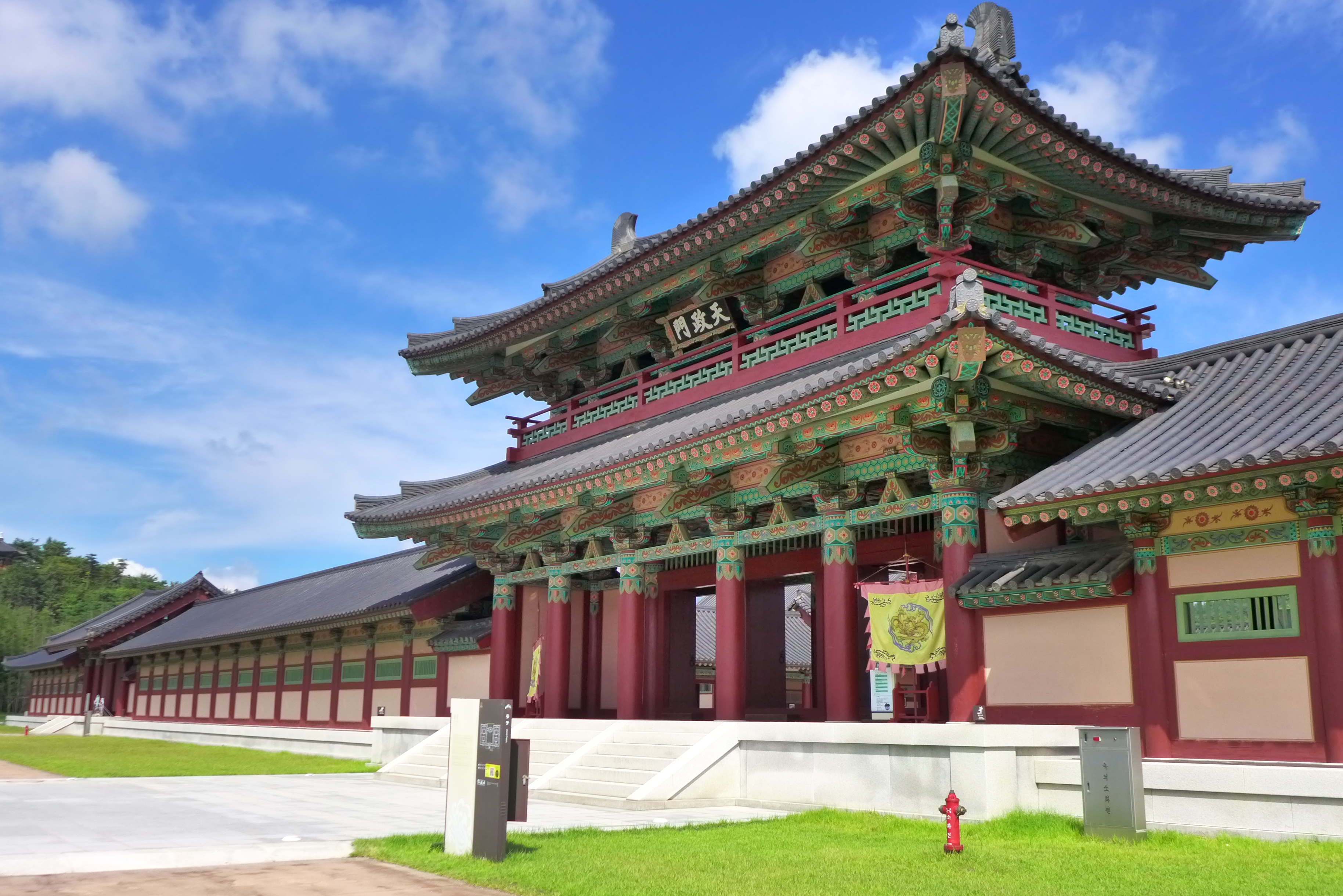
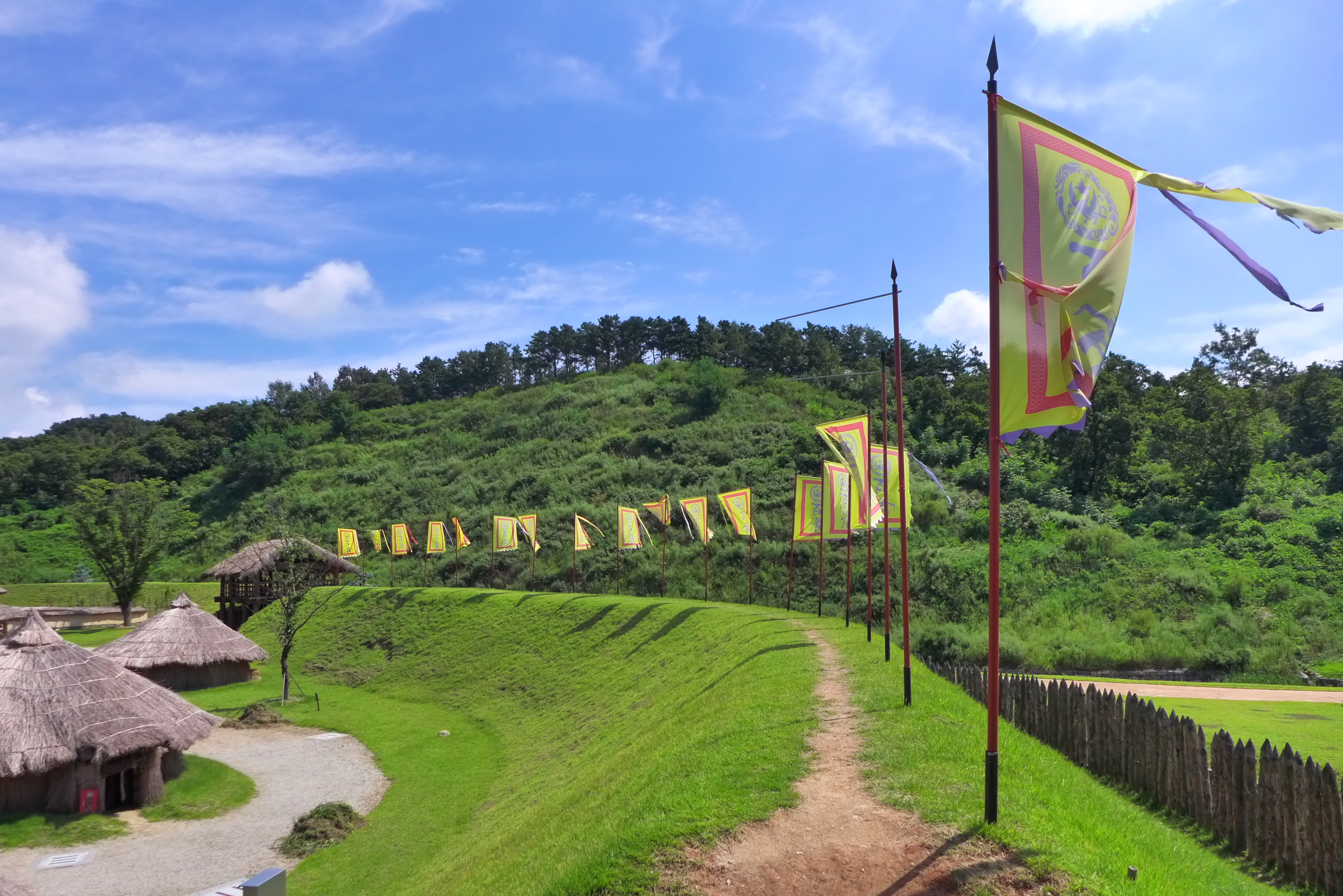